# Виртуальное соединение
Виртуальное соединение (ВС), виртуальный канал (ВК) (англ. VC - Virtual Circuit) — канал связи в сети коммутации пакетов, соединяющий двух и более абонентов, и состоящий из последовательных физических звеньев системы передачи между узлами связи (коммутаторами), а также из физических и логических звеньев внутри коммутаторов на пути между указанными абонентами. Логическое звено управляет физическим звеном и они оба одновременно организуются на этапе установления сквозного ВС между абонентами.
Логическое звено представляет собой запись в памяти коммутатора соответствия идентификатора входящего логического канала (ЛК), ожидаемого в заголовке пакета на данном входящем физическом порту, идентификатору исходящего ЛК и номеру исходящего физического порта.
Как только на данном входящем порту появляется пакет для передачи, логическое звено активируется и задействует соответствующее физическое звено, которое с помощью коммутационного поля передаёт пакет в исходящий порт. При этом входящий идентификатор ЛК (ИЛК) в заголовке пакета заменяется на исходящий ИЛК. Таким образом, помимо физической коммутации, осуществляется и логическая коммутация.
ВС обеспечивает передачу пакетов с сохранением их исходной последовательности («строго друг за другом»). Каждый такой пакет содержит только идентификатор ближайшего логического канала в звене, и не несёт полную адресную информацию места назначения, в отличие от дейтаграмм. При разъединении ВС соответствующие ему записи в памяти коммутаторов стираются, и на их место могут быть записаны данные нового ВС.

## Концепция ВС
Согласно книге одного из пионеров коммутации пакетов и сотрудника Национальной физической лаборатории Великобритании Дональда Дэвиса и соавторов, концепция виртуального канала была предложена в исследованиях корпорации Рэнд, США. Однако тогда под виртуальным каналом, или точнее, виртуальным соединением (англ. VC - Virtual Connection) понималось соединение, устанавливаемое по запросу оконечного пользователя сети с другим оконечным пользователем сети с тем, что сама сеть представлялась пользователю как «чёрный ящик с соединением, установленным через всю территорию Соединённых Штатов». Этот «чёрный ящик» являлся проектируемой распределённой сетью с децентрализованным принятием решений каждым «обучающимся» коммутатором при использовании адаптивной маршрутизации. Сеть предназначалась для работы в экстремальных ситуациях, с выходом из строя её элементов, и речи о реализации ВС внутри сети не шло.
Термин «виртуальный» в настоящей статье подчёркивает тот факт, что, хотя канал и существует постоянно во всё время сеанса связи между абонентами, но при отсутствии активности корреспондирующих сторон физические ресурсы, через которые проходит данное ВС, такие как тракты передачи между узлами сети, и соответствующие участки коммутационных полей этих узлов выделены не только под данное ВС, но могут использоваться и другими ВС. А также и при активности всех сторон физические ресурсы могут использоваться совместно, по принципу статистического мультиплексирования пакетов (др. словами, мультиплексирования по требованию).
Таким образом, ВС обладает некоторыми свойствами как коммутации каналов — за счёт сохранения исходного порядка следования пакетов, так и коммутации пакетов — за счёт возможности их статистического мультиплексирования.
ВС могут быть как коммутируемыми (англ. SVC - Switched Virtual Circuit) по инициативе абонентов с помощью соответствующей технической процедуры по типу набора номера в обычной телефонной сети, так и постоянными (англ. PVC - Permanent Virtual Circuit), устанавливаемыми по обращению абонентов к администрации сети, на более-менее продолжительный срок, например, на три месяца, полгода или год.

### Пример установления ВС

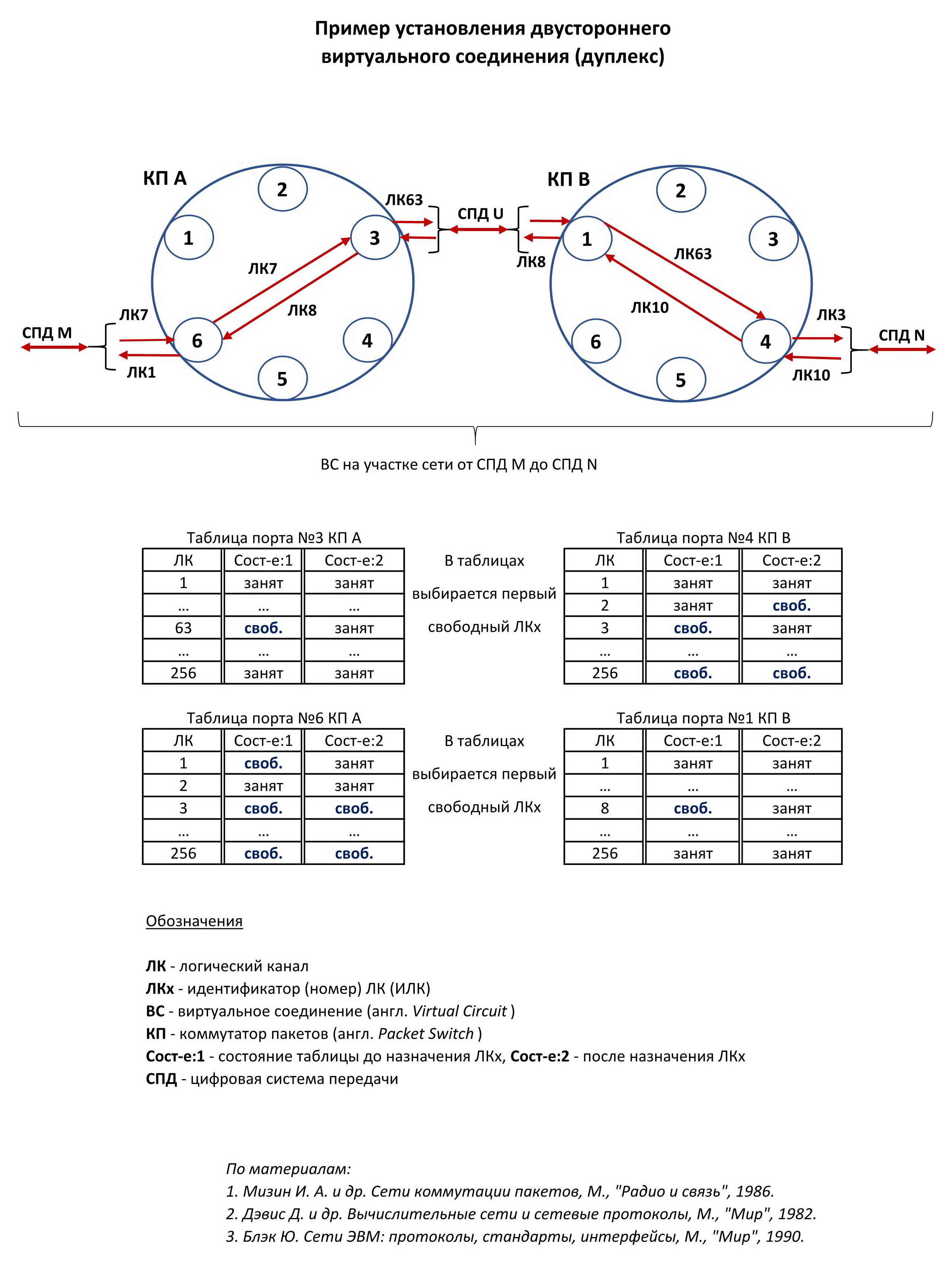
Пример организации ВС

На рисунке, составленном по материалам, показан пример установления коммутируемого двустороннего (дуплексного) ВС на участке сети с коммутацией пакетов. На каждое физическое звено цифровой системы передачи в коммутаторах пакетов (КП) условно выделено до 256 идентификаторов логического канала (ИЛК) на передачу и до 256 ИЛК на приём, уникальных только в пределах данного звена, что позволяет устанавливать максимум 256 дуплексных ВС. Таблицы показаны только в части логической коммутации, для них принято, что при установлении ВС занимается первый свободный сверху ИЛК. Например, в таблице порта № 3 КП А заняты первые 62 ИЛК и так далее для остальных таблиц. После установления соединения таблица переходит во 2-е состояние, при этом какие-то ИЛК могут освободиться, как, например, ЛК2 в таблице порта № 4 КП В. В реальных системах принцип занятия свободных ИЛК может отличаться.

## Иерархия ВС
Для удобства маршрутизации и коммутации виртуальные соединения могут «вкладываться» друг в друга. Так, например, в технике ATM существует понятие виртуального пути, как пучка из нескольких ВС, поскольку на некоторых участках сети целесообразно коммутировать сразу пучок ВС, не разбирая их по отдельности.
Для этого в заголовке ячейки ATM размещены идентификатор виртуального пути (ИВП) (англ. VPI - Virtual Path Identifier) и
идентификатор виртуального канала (ИВК) (англ. VCI - Virtual Channel Identifier). Сочетание ИВП/ИВК выполняет адресные функции при продвижении ячеек по сети. Некоторые значения ИВП/ИВК зарезервированы заранее, на уровне спецификации протокола, и используются для служебных целей.